# Болгаро-северомакедонские отношения
Болгаро-северомакедонские отношения — двусторонние дипломатические отношения между Болгарией и Северной Македонией.

## Сравнительная характеристика
|                     | Болгария                                               | Северная Македония                                    |
| ------------------- | ------------------------------------------------------ | ----------------------------------------------------- |
| Население           | 6 847 402                                              | 2 073 702                                             |
| Территория          | 110 879 км²                                            | 25 713 км²                                            |
| Плотность населения | 66,2 чел./км²                                          | 80,1 чел./км²                                         |
| Столица             | София                                                  | Скопье                                                |
| Крупнейший город    | София                                                  | Скопье                                                |
| Правительство       | парламентская республика                               | парламентская республика                              |
| Язык                | болгарский                                             | македонский                                           |
| Основная религия    | Православие                                            | Македонская православная церковь                      |
| ВВП                 | 132,588 млрд долларов США (18,501 $ на душу населения) | 22,147 млрд долларов США (10,718 $ на душу населения) |
| ИРЧП                | 0,795                                                  | 0,770                                                 |

## История
Во время Второй мировой войны 1 марта 1941 года в Вене были подписаны документы о присоединении Болгарии к пакту «Рим — Берлин — Токио», 2 марта 1941 года немецкая 12-я армия вступила на территорию Болгарии с территории Румынии.
4 апреля 1941 правительство Болгарии начало мобилизацию шести дивизий, но сообщило немцам, что болгарские войска не станут участвовать в войне против Югославии.
Утром 6 апреля 1941 началось немецкое вторжение в Югославию и Грецию. Болгария являлась союзником Третьего рейха и предоставила свою территорию для размещения немецких войск и авиации, однако болгарские вооружённые силы не принимали участия в боевых действиях. В это же время югославские и английские самолёты совершили несколько налётов на болгарские города (при этом бомбардировщики Do-17 ВВС Югославии взлетали с аэродромов на территории Вардарской бановины).
19-20 апреля 1941 года, в соответствии с соглашением между Германией, Италией и правительством Болгарии, части болгарской армии без объявления войны пересекли границу с Югославией заняли территории в Македонии. 24 мая 1941 года между Болгарией и Италией были подписаны дополнительные соглашения, уточнившие разделение зон оккупации.
После перехода Болгарии на сторону Антигитлеровской коалиции в сентябре 1944 года, 5 октября 1944 года в городе Крайова при посредничестве СССР было заключено соглашение между правительством Болгарии и Национальным комитетом освобождения Югославии о военном сотрудничестве и взаимодействии между болгарскими войсками и частями НОАЮ в ходе боевых действий на территории Югославии.
Дипломатические отношения Болгарии и бывшей югославской Республики Македония были установлены после провозглашения независимости последней в 1991 году. Протяжённость государственной границы между странами составляет 162 км.
Болгария является членом НАТО и Европейского союза, а Северная Македония является официальным кандидатом на вступление в ЕС и членом НАТО с 2020 года.
22 февраля 1999 года положения регулирующие добрососедские отношения были согласованы между Болгарией и бывшей югославской Республикой Македония в Совместной декларации. Положения декларации были подтверждены в совместном меморандуме, подписанном 22 января 2008 года в Софии.